# Thure Jadestig
Thure Reinhold Jadestig (i riksdagen kallad Jadestig i Hallstahammar), född 3 juni 1922 i Holmsunds församling, Västerbottens län, död 7 maj 2017 i Västerås, var en svensk författare, skribent och socialdemokratisk politiker. Jadestig var bror till Kurt Ove Johansson.
Hjärtefrågor i Jadestigs författarskap och politiska engagemang var yttrandefriheten, vilken han likt Mark Twain ville dela med sina fiender (exempelvis nazister), drogpolitiken, vilken han ville se mer restriktiv tappning av (i Nils Bejerots anda), och humanismen, vilken han delade med sin läromästare Alf Ahlberg. Han medverkade flitigt i tidskrifter som FiB-juristernas Tidskrift för Folkets Rättigheter och Folket i Bild Kulturfront. 
Jadestigs yrkesbana började som sågverksarbetare. 1948 fick han anställning på Arbetsförmedlingen, för vilken han arbetade i bland annat Tidaholm och Borås. Den politiska banan tog vägen via kommunalpolitiken (1956–1985) och landstingspolitiken (1958–1973) till riksdagen (1969–1985). Han var också ledamot vid kyrkomöten (1986–1992) och i Broderskapsförbundets styrelse (1977–1987) där han bland annat var vice ordförande (1983–1987). 
Jadestig var aktiv inom flera folkrörelser, främst nykterhets- och arbetarrörelsen, men även i universitetsvärlden. Han gav ut flera böcker och stridsskrifter, bland annat på Hägglunds förlag. Han var en skarp kritiker av de i många EU-länder införda förbuden mot historierevisionism och förintelseförnekelse.